# Jakub z Sienna

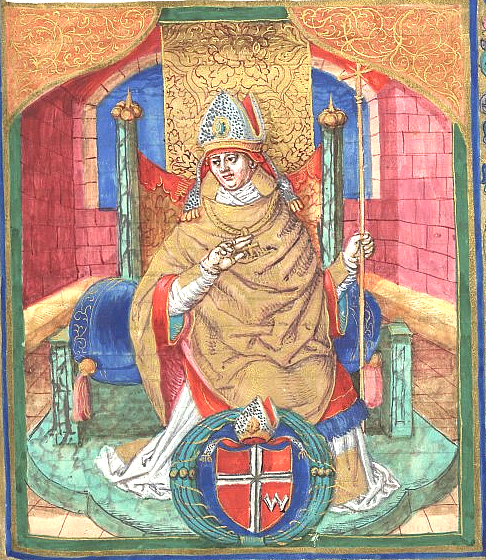
Jakub z Sienna

Herb Dębno (Wappen Jakubs z Sienna)

Jakub z Sienna Herb Dębno (* 1413 in Sienno; † 4. Oktober 1480 in Łowicz) war ein polnischer Adliger und als solcher der Bischof von Krakau (1461–1463), Bischof von Włocławek (1464–1474) und der Erzbischof von Gniezno sowie Primas Poloniae (1474–1480). 

## Leben
Jakub z Sienna wuchs in einer polnischen Adelsfamilie auf und studierte Jura und Theologie in Rom. Ab 1435 war er Kanoniker des Bistums Krakau und secretarius regius (Königliche Sekretär) des polnisch-ungarischen Königs Władysław III. bzw. danach des polnisch-litauischen Königs Kazimierz IV. Jagiellończyk, beteiligt an diplomatischen Missionen 1442 in Ungarn sowie 1448 in Rom. Nach dem Tod Kardinal Zbigniew Oleśnickis, der sein Neffe war, wurde Jakub z Sienna Administrator der Diözese Krakau. 1459 vertrat er den König auf dem Kongress in Mantua, wo eine Wiederbelebung des 1444 mit der Schlacht bei Warna gescheiterten Kreuzzugs gegen das Osmanische Reich diskutiert wurde.
Am 24. November 1460 ernannte Papst Pius II. Jakub z Sienna zum Bischof von Krakau. Leider hatte der König andere Pläne und forderte die Ernennung Jan Gruszczyńskis zum Krakauer Bischof. Der neue Bischof wurde am 31. Mai 1461 im Schloss Pińczów geweiht. Der Konflikt mit dem König drohte zu eskalieren, als Papst Pius II. in seiner Bulle vom 2. Juni 1461 mit einem Bannfluch drohte, sollte er Bischof Jakub z Sienna nicht anerkennen. Der König wiederum verurteilte den Papst ebenso mit einem Bann. Schließlich übergab Papst Pius II. am 16. Januar 1462 den Fall der Diözesanverwaltung und der päpstliche Legat Hieronim Lando wurde nach Krakau bestellt, um den ganzen Konflikt zu schlichten. Im Januar 1463 vor dem Sejm in Piotrków Trybunalski erniedrigte sich Jakub z Sienna vor dem König und legte sein Krakauer Bischofsamt nieder. Papst Pius II. sicherte ihm eine hohe Entschädigung zu und machte ihn im März 1465 zum Bischof von Włocławek. Im gleichen Jahr vertrat Jakub z Sienna den König während der Gespräche mit den Deutschen Kreuzrittern in Toruń am Ende des Dreizehnjährigen Krieges und unterzeichnete 1466 den Zweiten Frieden von Thorn. In Włocławek und Gniezno stiftete er das Chorgestühl aus Eichenholz sowie kostbare liturgische Geräte. Er wurde in einer Kapelle der Erzkathedrale von Gniezno bestattet. Dort hatte er auch das Christliche Kreuz auf dem Bogenbalken der Kathedrale gestiftet.
Sein Sohn Dobiesław z Oleśnicy Herb Dębno († 1440) war Woiwode von Sandomierz. 
Die Brüder Jakub z Siennas waren:
- Jan z Sienna (2. Hälfte des 15. Jh.) war Kastellan von Lwów
- Dymitr z Sienna († 1465) war Kanoniker von Krakau
- Mikołaj z Sienna († 1484) war Erzdiakon von Sandomierz
- Paweł z Sienna (um 1410–1444) war Königlicher Sekretär
- Andrzej Sienieński († 1494) war Kämmerer von Sandomierz